# Symponos

Le symponos (en grec σύμπονος) est, avec le logothetes tou praitoriou, un des deux premiers adjoints de l'éparque de Constantinople, le gouverneur de la capitale de l'Empire byzantin,. Sa responsabilité principale est la supervision des métiers et corporations de la ville, au nom de l'éparque,. John B. Bury l'identifie comme le successeur de l’adsessor mentionné dans la Notitia dignitatum (fin du IVe siècle), mais le plus ancien sceau connu d'un symponos date du VIe ou du VIIe siècle. La fonction est attestée pour la dernière fois en 1023,. Selon le Taktikon Uspensky, le symponos et le logothetes tou praitoriou précèdent en rang les chartoularioi des thèmes et des domesticats, mais suivent le spatharios.